# Лукавец (Иванец)
Лукавец је насељено место у Републици Хрватској у Вараждинској жупанији. Административно је у саставу града Иванца. Простире се на површини од 1,90 км2.

## Становништво
Према задњем попису становништва из 2001. године у насељу Лукавец живело је 137 становника. који су живели у 32 породична домаћинстава Густина насељености је 72,11 становника на км2.
Кретање броја становника по пописима 1857—2001.
| година пописа  | 1857. | 1869. | 1880. | 1890. | 1900. | 1910. | 1921. | 1931. | 1948. | 1953. | 1961. | 1971. | 1981. | 1991. | 2001. |
| бр. становника | 44    | 59    | 79    | 89    | 108   | 121   | 146   | 152   | 153   | 157   | 150   | 134   | 134   | 130   | 137   |

Напомена:До 1900. и од 1981. и даље исказивано под именом Лукавец. Од 1910. до 1971. насеље је исказивано под именом Лукавец Подбелски.